# Maryna Wiazowska
Maryna Serhijiwna Wiazowska (ukr. Марина Сергіївна Вязовська, ur. 2 listopada 1984 w Kijowie) — ukraińska matematyczka znana z prac o geometrii i teorii liczb, profesor Politechniki w Lozannie, w Szwajcarii. Wyróżniona Medalem Fieldsa w roku 2022 jako druga kobieta po Marjam Mirzachani.

## Życiorys
Urodziła się w Kijowie, gdzie od 1998 uczęszczała do kijowskiego Liceum Nauk Przyrodniczych nr 145, szkoły średniej dla uczniów utalentowanych naukowo i technicznie. W szkole spory wpływ wywarł na nią uczący tam Andrij Kniaziuk (1960–2013), matematyk ukraińskiej Narodowej Akademii Nauk.
Od 2001 studiowała na kijowskim Uniwersytecie Tarasa Szewczenki. Jako studentka brała udział w międzynarodowych, studenckich zawodach matematycznych IMC w latach 2002–2005, znajdując się wśród laureatów w latach 2002 i 2005 roku.
W 2005 uzyskała tytuł licencjacki. W 2010 roku uzyskała tytuł kandydata nauk Instytutu Matematyki Narodowej Akademii Nauk Ukrainy. W 2007 uzyskała tytuł magistra Uniwersytetu Technicznego w Kaiserslautern, następnie w 2013 doktorat Uniwersytetu w Bonn pracą doktorską Modular Functions and Special Cycles. 
Od grudnia 2016 była adiunktem Politechniki w Lozannie, w Szwajcarii, a od grudnia 2017 jest profesorem tej uczelni. Prowadzi badania na Berlin Mathematical School (BMS) oraz Uniwersytecie Humboldtów. Prowadziła wykłady z cyklu Minerva na Uniwersytecie Princeton. W 2018 roku wygłosiła wykład sekcyjny na Międzynarodowym Kongresie Matematyków w Rio de Janeiro. 

## Odznaczenia
- Order „Za zasługi” I klasy (2022)[9]

## Wyróżnienia
- 2016 – Salem Prize[10]
- 2017
  - Clay Research Award – za prace nad upakowaniem sfer[11],
  - Shanmugha Arts, Science, Technology & Research Academy Ramanujan Prize – za prace nad formami modularnym[12],
- 2017 – Europejska Nagroda w Kombinatoryce[13]
- 2018 – New Horizons Prize of Mathematics[3][14]
- 2019
  - Nagroda Ruth Lyttle Satter[15],
  - Nagroda Fermata[16]
- 2020
  - Nagroda EMS[17],
  - szwajcarska nagroda Latsis[18]
- 2022 – Medal Fieldsa[4]

## Wybrane prace
- Andriy Bondarenko, Danylo Radchenko, Maryna Viazovska. Optimal asymptotic bounds for spherical designs. „Annals of Mathematics”. 178 (2), s. 443–452, 2013. DOI: 10.4007/annals.2013.178.2.2. arXiv:1009.4407. (ang.).
- Maryna Viazovska. The sphere packing problem in dimension 8. „Annals of Mathematics”. 185 (3), s. 991–1015, 2017. DOI: 10.4007/annals.2017.185.3.7. arXiv:1603.04246. (ang.).
- Henry Cohn, Abhinav Kumar, Stephen D. Miller, Danylo Radchenko i inni. The sphere packing problem in dimension 24. „Annals of Mathematics”. 185 (3), s. 1017–1033, 2017. DOI: 10.4007/annals.2017.185.3.8. arXiv:1603.06518. (ang.).
- Henry Cohn, Abhinav Kumar, Stephen D. Miller, Danylo Radchenko i inni. Universal optimality of the E8 and Leech lattices and interpolation formulas. „Annals of Mathematics”, 2019. arXiv:1902.05438. (ang.).